# Berde Mózes Unitárius Gimnázium
A székelykeresztúri unitárius gimnáziumot, amely napjainkban a Berde Mózes Unitárius Gimnázium nevet viseli, 1793-ban alapították, és sajátos részét képezi az erdélyi, ezen belül a székely oktatásnak és kultúrtörténetnek.
Az unitárius gimnázium létesítésének ötletét legelőször homoródszentmártoni Biró Sámuel vetette fel 1712-ben, majd a végleges döntést a homoródalmási zsinat jelentette 1793-ban, amikor Siménfalva, Homoródszentmárton, Homoródalmás mellett Székelykeresztúrt látták a legalkalmasabbnak a gimnázium felépítéséhez. Ebben az időszakban a városnak mindössze ezer lakosa volt. Székelykeresztúron a tordai országgyűléstől, 1568-tól van számon tartva az unitarizmus jelenléte, amelyet lényegesen meghatározott a Diploma Leopoldium, a katolikusok templom és iskola foglalása, melynek következtében a főtéri unitárius templomot, ingatlanokat elvették, és hosszas idő elteltével, Mária Terézia uralkodása utáni enyhítések során építhettek templomot, lelkészi, kántor-tanítói lakást, majd a gimnáziumot, mindezeket egy olyan helyen, amely gazdasági területként szolgált a város szélén, a Gagy-patak torkolatánál, a mai Orbán Balázs negyed területén.

## Története
A székelykeresztúri unitárius gimnáziumban 1794-ben kezdték el az oktatást. Legelső oktatója a Kolozsváron végzett Bán Péter volt. Első igazgató-tanára Szabó Sámuel. A szűkös anyagi keretek miatt kezdetben az igazgató mellett a felső osztályú tanulók tanítottak.
1794-1798 között építették fel az iskola tíz szobáját és egy tanári lakot, mely hosszú időn keresztül igazgatói lakásként szolgált. Az egyes osztálytermeket tehetősebb személyek és egyházközségek támogatásával építették fel fából és sárból. Mindegyik osztályteremnek külön neve volt: Corinthus, Philadelphia, Smyrna, London, Ephesus, Sardis, Corsica, Tryatira, Pergamon, Paris. A vizes, lapályos területen azonban sokszor problémákba ütköztek és az épületek nem voltak tartósak, amely a tanítási körülményeket is lényegesen befolyásolta. Erre való tekintettel próbálkoztak áthelyezni a gimnáziumot Homoródalmásra vagy Homoródszentmártonba, sikertelenül, ugyanis a döntés szerint a gimnáziumnak a mostani helyén kellett maradnia. Az új épületet kőből és téglából készítették a környékbeliek áldozatos munkájával, felajánlásaival, így Koronka József igazgatóságának idejében, 1818–1826 között megépült az új iskola 13 szobával, amelyet folyamatosan bővítettek az évtizedek során, melynek során bentlakást is létesítettek az osztálytermek mellett, valamint felügyelői szobát, könyvtárat, szertárat, igazgatói irodát, tanári szobát és mellékhelyiségeket. Ennek következtében a tanulók száma is folyamatosan növekedett, 1815-ben már 133 tanulója volt a gimnáziumnak, majd a XX. század elején a kétszázat is meghaladta.
A diákság nagy része szegény sorsú földművesek gyermekei voltak, esetenként szűkös anyagi körülmények között tanultak, azonban az iskolának voltak mindig anyagi jótevői, akiknek köszönhetően egy diák sem szorult az iskola falain kívül. Sokan tanultak itt Háromszék, Marosszék és Küküllő megyékből, az unitáriusok mellett más (református, katolikus, ágoston hitvallású, izraelita, görög keleti stb.) vallásúak is, valamint idegen nyelvű tanulók (románok, szászok) is szép számmal jöttek ide, elsajátítva a magyar nyelvet és elsajátítva a magyar szokásokat.
Orbán Balázs a következőképpen fogalmazott az iskoláról:
“...az unitárius gymasium, a tudományoknak azon tisztelt, nagyra becsült szentélye, ahol Udvarhelyszék 23 000 unitáriusának értelmi bányája van, hol egy nagyratörő nemzedék szellemi kincseket gyűjt.”
1892-ben tett látogatása során Finály Henrik miniszteri megbízott a közoktatásügyi miniszternek tett hivatalos jelentésében így fogalmazta meg az unitárius iskola szerepvállalásának és küldetésének lényegét:
“A székelyföld szélén egy előretolt állomása a magyarságnak, fontos missziót teljesít: a székelyt az elnemzetietlenedés ellen védi és számos idegen ajkú tanulójának hazafias nevelése által a magyar míveltséget terjeszti.”
Tanszemélyzete, legfőképpen a XIX. század elején hiányos volt, egyetemek hiánya miatt nem voltak szakképzett tanárok. A protestánsok, köztük az unitáriusok is, a tehetségesebb tanulókat egyházi segéllyel 1-2 évre külföldi egyetemekre küldték. Ezek voltak az akadémisták.
Konviktus hiányában a diákok az iskola közelében lakó, tehetősebb családokhoz jártak étkezni. Ezeket kosztosoknak nevezték, voltak olyan helyek, ahol 6-8 tanuló étkeztetését vállalták, esetenként egész évre ingyenesen bíztosították 1-2 tanuló egész éven át történő étkeztetését. A kosztadók névsorában egy-egy tanárral is találkozunk és nagy kitüntetésnek számított, amikor bizonyos tanulók tanáraikkal egy asztalnál ebédelhettek, vagy vacsorázhattak. A házaknál történt étkeztetés egészen 1915-ig, a konviktus létrehozásáig fennállt.
Berde Mózes, az iskola későbbi névadója 1825-től kezdődően kilenc éven keresztül volt az iskola tanulója. 1888-ban egy olyan alapítvány tételére késztette, melynek köszönhetően 50 keresztúri diák naponként 3-3 búzacipót kapott, ez volt a Berde-cipó alapítvány. Hatalmas vagyonát jótékonysági célokra hátrahagyva elnyerte az “unitárius jótevők fejedelme” címet.
A tanulók létszámának, osztályok létrehozásának következtében szükségessé vált az iskola bővítése, így 1868–69-ben elkészült a gimnázium első emelete. Az osztályok számának további emelésével tervbe vették egy új épület megépítését, amelynek következtében Pákey Lajos főépítész tervei alapján 1913–14-ben felépítették a gimnázium jelenlegi főépületét. Ennek következtében a régi épületben az internátus kapott helyet, korszerűsítették és 1944-ben egy új emeletet építettek rá.

## Az újraalapított iskola
Az 1989-es romániai társadalmi változásokat követően a Romániában törvényesen elismert felekezetek teológiai szemináriumokat hoztak létre. Az Unitárius Egyház az 1992-es Magyarsároson tartott Zsinati Főtanácson hozott határozata értelmében Kolozsváron és Székelykeresztúron újraindítja iskoláit. Az 1993/1994-es tanévtől kezdődően egy-egy kilencedik osztály kezdi el működését a régi unitárius gimnázium épületében. Az Orbán Balázs Gimnázium, amely ekkor a román állam tulajdonát képezte, engedélyezte az új osztály elindítását.
Az újraalapított iskola első igazgatója Fekete János lett, őt érte az a megtiszteltetés és egyben nehéz feladat, hogy újraindítsa az unitárius szellemiségű oktatást. Nyugdíjazása után az igazgatói tisztség betöltésével Varró Margit váltotta fel, aki folytatta az elkezdett munkát, új osztályoknak az indítását.
2004. március 31-én, illetve június 24-én az Egyházi Ingatlanokat Visszaszolgáltató Bizottság a 157/2004-es, illetve a 363/2004-es számú határozatokkal egyházi tulajdonba helyezi vissza az Orbán Balázs utca 1. és 16. szám alatti iskolaépületeket. Az állam kötelezi a tulajdonost, hogy az ingatlan használója öt évig maradhasson az épületben bérlőként, a visszaszolgáltatott épületek bérleti díját kormányhatározat szabályozza. Ennek következtében a város önkormányzata új épületet épített a Zeyk Domokos Technológiai Líceum mellé és a két épület a Erdélyi Unitárius Egyház tulajdonát képezte, új osztályokat és szaktermeket létesíthettek, a régi épületet pedig konviktusként, bentlakásként és I.-IV. osztályos iskolaként alakították ki.
Az iskolának testvérkapcsolatai közül kiemelhető a rákoskeresztúri Kőrösi Csoma Sándor Általános Iskola és Gimnáziummal, valamint a kolozsvári János Zsigmond Unitárius Kollégiummal folytatott kapcsolata.
Az iskola névadó ünnepségére 2008. május 17-én került sor, ettől az évtől viseli a gimnázium hivatalosan a Berde Mózes Unitárius Gimnázium nevet, amelyet iskolánk jótevőjéről neveztek el, aki hatalmas vagyont, 100 000 forintot hagyott az iskolának.
Magyarország Kormányának támogatása által az iskola egy új épülettel is gazdagodhatott, amely óvodaként működik 2020-as megnyitója óta.
Az iskolában napjainkban gazdag kulturális élet jellemző, saját néptánccsoporttal, amely a Vadrózsák nevet viseli, saját színjátszó csoporttal, amely a Bemugri nevet viseli, saját kórussal, zenekarral. Mindezeket kiegészítik az iskolai áhítatok, amelyeket a diákok tartanak meg, valamint több iskolai esemény, mint a verses-zenés estek.
Az iskola 2022-től dr. Lakatos Sándor iskolaigazgató és Czire Alpár aligazgató vezetésével működik, akik lelkiismeretesen, céltudatosan folytatják elődeik munkáját.

## A gimnázium könyvtára
A könyvtár egykorúnak mondható a gimnáziummal. Elsősorban a belső egyházi emberek adományaiból, illetve hagyatékából létesült és gyarapodott évről évre. 1797-ben mindössze 8 könyvvel indult, majd 1825-ben, Jakab Gergely adott nagyobb könyvadományt, 103 darab könyvet adományozott.
A könyvtár 1830-ig az igazgató szállásán volt. Ebben az időben egy dohossá vált teremben álltak a könyvek 1872-ig, amíg Sándor Jánost könyvtárosnak nevezték ki és kijelöltek egy termet az emeleten erre a célra. Sándor János rendezte és katalogizálta a könyveket, az állományban ekkor 2296 könyv volt, 1875-re pedig 2885 példányra gyarapodott. A könyvtárat gyarapította 1877-ben Jakab Elek országos levéltári igazgató több, mint 1500 darabból álló értékes könyvtára, amelynek egynegyedét ajándékba adta az iskolának, az iskola külső szépülésén kívül szerettek volna a belső szépülésen is dolgozni a könyvek megvásárlása által. A könyvtár gyarapítása céljából különböző ünnepélyeket, eseményeket szerveztek, amelyeknek a bevétele mind a könyvtár gyarapítását szolgálták. Jakab Elek ajándék útján még 2186 könyvvel szaporította ezt az állományt, így a Jakab Elek-féle könyvtár 5058 darabból állt, melynek folyamán a könyvtár helyiségeit is bővítették.
A könyvtár ebben az időszakban folyamatosan gyarapodott. A Magyar Tudományos Akadémia, Arany János főtitkár aláírásával levélben értesítette az igazgatóságot, hogy a gimnázium könyvtárának az akadémia összes kiadványát elküldik. Ugyanebben az évben, a magyarzsákodi Kováchich Horváth János jogász a gimnáziumnak ajándékozta 1267 darabot számláló értékes könyvtárát.
1883-tól 1890-ig Berde Mózsa 390 forintot adott könyvek beszerzésére, 1890-ben a könyvtár számára az állandó szaporulatot biztosító örökös forrást nyitott meg 1000 forintos alapítványával, létrejött a Berde Mózsa-féle kis könyvtár.
A könyvtár folyamatos gyarapodása során 1894–95-ös iskolai év végén a könyvtárban összesen 15 373 könyv volt, 1910-ben 24 666, 1934-ben közel 30 000. A gimnáziumi könyvtár jelentősége túlmutatott az iskolai kereteken, ez volt Székelykeresztúr város és környékének első nyilvános tudományos könyvtára, amelynek mindenre kiterjedő szabályzata a könyvtáros számára az olvasókkal szembeni udvarias modort és tájékoztatási készséget is előírta. Külön olvasóterem állt a látogatók rendelkezésére, akik a látogatási naplóba írták be nevüket és látogatásuk időpontját.

## Az ifjúsági könyvtár
1837-ben Péterfi Sándor megalapította az Olvasó Társaságot, amelynek indulásakor ötven tagja volt, olyan tagokkal, mint Berde Áron, Kőváry László, Jakab Elek. Péterfi Sándor egy ifjúsági könyvtár létesítését is célba vette. Az ünnepekre kiküldött légátusokat megkérte, hogy terjesszék az elképzelését, amelynek során támogatásokat szerezhetnek pénzbeli és könyvbeli adományok során, a könyvtár létrehozásának céljából.
A társaság egyik érdeme volt, hogy Tavaszi Bimbók néven elindította az első iskolai lapot, amely az ifjak irodalmi szárnypróbálgatásait tette közzé. Ennek lett kései utódja a Hajnal című kiadvány, amelyet az Orbán Balázs nevet viselő önképzőkör jelentetett meg 1923-ban. 
1908-ban a gimnáziumi munkákból kiválogatott szakmunkáknak a tanári könyvtárba való áthelyezésével egy tanári könyvtárat hoztak létre, amelyet az iskola tanárain, tanulóin kívül a városi és vidéki közönség is igénybe vehette. A könyvtár ekkor 1730 kötetet számlál.

## Ének-zene a gimnáziumban
Az énektanítás kezdetektől fogva a tanítási program része volt. Az igazgató megbízásából a nagydiákok, úgynevezett Publicus Praeceptorok tanították a kisdiákokat és napi szinten volt egy óra, amelyen az egyházi énekeket tanították az alsóbbosztályú tanulóknak.
Egy iskolai énekkar meglétére az első említést 1863-ban találjuk, amelyet befolyásolt az egyházi főtanács határozata, amely szerint ötévente tartsanak ünnepélyeket a jótevőink emlékezetére a kolozsvári, tordai és székelykeresztúri iskolákban.
Az énekkar megnevezése változott: eleinte Ifjúsági Dalkarnak, Ifjúsági Dalkörnek nevezték, 1914-től a leggyakrabban az Ifjúsági Énekkar megnevezést használták. Eleinte csak egyházi, vallásos énekeket, zsoltárokat énekeltek, később népdalegyvelegek, ifjúsági dalok és kórusművek is bekerültek a kórusrepertoárba.
Az énektanításban az énekvezérek és mesterek is részt vettek. Katona Sándor, az egyházközség kántora és néptanító 1863-1904 között, nyugdíjba vonulásáig tanította a vallásos énekeket, hangjegyismeretet és műéneket minden osztályban. Kriza János püspökségének idején lehetővé tették a harmónia tanulást mindazok számára, akiknek hajlama volt hozzá. 1870-től a tanítóképzőben képzett zenetanárok tanítottak, akik másodállásban harmóniát tanítottak a gimnáziumban is, Horváth Gyula és Végler Gyula látták el kezdetekben ezt a feladatot.
1933-ban került a gimnáziumhoz Péterffy Gyula zenetanár, a gimnázium történetében az első főállású zenetanár. Az ő idejében már külön zeneteremben folyt a zenetanítás.
Az egyházi éneklés fontosságáról tesz tanúbizonyságot, hogy a gimnáziumnak volt saját orgonája is, amely jelenleg a Csekefalvi Unitárius Egyházközség templomában található meg. A Magyar Unitárius Egyház orgonáinak tanulmányozása során Márk Attila énekvezér a következő adatokat írta le a hangszerről:
“Az orgona iskolai létezésére, a Csekefalván levő orgonaszekrény belsejében olvasható számtalan diákbejegyzés is utal. A sok, jól vagy kevésbé olvasható írás között találunk olyan bejegyzést, ami az orgona használatát már 1876-ra teszi, sőt biztosan már azelőtt is meglehetett a hangszer... 1893-ban a székelykeresztúri gimnázium igazgatósága egy gyenge állapotban levő orgonát ajándékozott a csekefalvi unitárius egyházközségnek, amelyet addig a gimnázium használt...”
A kollektív időszakát követően az iskola kórusát Simó Margit zenepedagógus indította újra 1995 októberében. Az ő munkáját folytatta 2003-tól Baksa Zoltán zenepedagógus, majd 2005-től pedig Nemes Annamária zenepedagógus. A kórus működése óta többször is részt vett a Bárdos Lajos – Palló Imre Kórustalálkozón, valamint az Adjunk hálát mindnyájan unitárius kórustalálkozón az említett zenepedagógusok vezetésével, áldozatos munkájával. Aktivitásuk során hagyománnyá vált a karácsonyi kóruskoncert, amely az ünnep előtt, az év utolsó iskolai hetén szokott megszervezésre kerülni és amely színvonalas eseménye Székelyeresztúr kulturális életének.

## A Berde-cipó
Berde Mózsa, az unitárius jótevők fejedelme a háromszéki Szentivánlaborfalván született, a nemesi Berde család birtokán, 1815. december 15-én.
1825-től a székelykeresztúri Unitárius Gimnáziumban, ezt követően a Kolozsvári Unitárius Kollégiumban tanult, majd Marosvásárhelyen jogot tanult 1837-től. 1841-ben ügyvédi diplomát szerzett és Kolozsváron nyitott ügyvédi irodát. Végzettsége okán élete a közéleti és a politikai pálya fele irányult.
Meg akarta mutatni, hogy szegény legény is lehet hasznára a társadalomnak, a közösségének, a nemzetének. Gyűjtötte pénzét, a vagyonát, miközben ő szerényen, alázatosan, szegényesen élt továbbra is, megvonva magától minden fényűzést.
Vagyonát az egyháznak adta, a keresztúri és kolozsvári iskoláknak, 100 000-100 000 forintot. Végrendeletében meghagyta, hogy a vagyont mire használják fel, így 200 szegény sorsú, de jó teljesítményű székely tanuló számára biztosította, hogy mindennap meleg cipóban részesülhessenek. Ebből a jótevő cselekedetéből származik a napjainkban is fennmaradt Berde-cipó kifejezés.
A Magyar Unitárius Egyház Brassai Sámuelt, az utolsó erdélyi polihisztort és Berde Mózsát, az unitárius jótevők fejedelmét az unitárius oktatás, a nemzet- és egyházszeretet jelképévé avatta a XX. században. Kolozsváron és Székelykeresztúron Brassai és Berde mellszobor áll a két unitárius középfokú iskola előcsarnokában úgy, ahogy Pákey Lajos építészmérnök megálmodta.

## Kapcsolódó szócikk
- János Zsigmond Unitárius Kollégium